# Gran Premio del Sudafrica 1969
Il Gran Premio del Sudafrica 1969, III Grand Prix of South Africa di Formula 1 e prima gara del campionato di Formula 1 del 1969, si è disputato il 1º marzo sul circuito di Kyalami ed è stato vinto da Jackie Stewart su Matra-Ford Cosworth.

## Vigilia
Nelle settimane prima del gran premio l'unica scuderia a non definire i piloti per la stagione fu la Ferrari. Enzo Ferrari annunciò che la Ferrari avrebbe portato in pista un solo pilota per la gara. Sorprendentemente Ferrari cambiò idea e ne indicò due. Tuttavia, più tardi, la decisione venne rivista e la scuderia di Maranello partecipò col solo Chris Amon. Brabham, BRM, Matra e McLaren portarono invece due vetture, col loro team ufficiale. La Lotus tre.

## Qualifiche
| Pos | No | Pilota               | Costruttore   | Scuderia                              | Tempo  | Distacco |
| --- | -- | -------------------- | ------------- | ------------------------------------- | ------ | -------- |
| 1   | 14 | Jack Brabham         | Brabham-Ford  | Motor Racing Developments Ltd         | 1:20.0 | -        |
| 2   | 2  | Jochen Rindt         | Lotus-Ford    | Gold Leaf Team Lotus                  | 1:20.2 | +0.2     |
| 3   | 5  | Denny Hulme          | McLaren-Ford  | Bruce McLaren Motor Racing            | 1:20.3 | +0.3     |
| 4   | 7  | Jackie Stewart       | Matra-Ford    | Matra International                   | 1:20.4 | +0.4     |
| 5   | 9  | Chris Amon           | Ferrari       | Scuderia Ferrari SpA SEFAC            | 1:20.5 | +0.5     |
| 6   | 3  | Mario Andretti       | Lotus-Ford    | Gold Leaf Team Lotus                  | 1:20.8 | +0.8     |
| 7   | 1  | Graham Hill          | Lotus-Ford    | Gold Leaf Team Lotus                  | 1:21.1 | +1.1     |
| 8   | 6  | Bruce McLaren        | McLaren-Ford  | Bruce McLaren Motor Racing            | 1:21.1 | +1.1     |
| 9   | 18 | Basil van Rooyen     | McLaren-Ford  | Team Lawson                           | 1:21.8 | +1.8     |
| 10  | 16 | John Love            | Lotus-Ford    | Team Gunston                          | 1:22.1 | +2.1     |
| 11  | 8  | Jean-Pierre Beltoise | Matra-Ford    | Matra International                   | 1:22.2 | +2.2     |
| 12  | 4  | Jo Siffert           | Lotus-Ford    | Rob Walker/Jack Durlacher Racing Team | 1:22.2 | +2.2     |
| 13  | 15 | Jacky Ickx           | Brabham-Ford  | Motor Racing Developments Ltd         | 1:23.1 | +3.1     |
| 14  | 11 | Jackie Oliver        | BRM           | Owen Racing Organisation              | 1:24.1 | +4.1     |
| 15  | 12 | Pedro Rodríguez      | BRM           | Reg Parnell Racing                    | 1:25.2 | +5.2     |
| 16  | 19 | Peter de Klerk       | Brabham-Repco | Jack Holme                            | 1:27.2 | +7.2     |
| 17  | 17 | Sam Tingle           | Brabham-Repco | Team Gunston                          | 1:50.4 | +30.4    |
| 18  | 10 | John Surtees         | BRM           | Owen Racing Organisation              | -      | -        |

## Gara
| Pos | No | Pilota               | Costruttore   | Giri | Tempo/Ritiro        | Griglia | Punti |
| --- | -- | -------------------- | ------------- | ---- | ------------------- | ------- | ----- |
| 1   | 7  | Jackie Stewart       | Matra-Ford    | 80   | 1:50:39.1           | 4       | 9     |
| 2   | 1  | Graham Hill          | Lotus-Ford    | 80   | + 18.8              | 7       | 6     |
| 3   | 5  | Denny Hulme          | McLaren-Ford  | 80   | + 31.8              | 3       | 4     |
| 4   | 4  | Jo Siffert           | Lotus-Ford    | 80   | + 49.2              | 12      | 3     |
| 5   | 6  | Bruce McLaren        | McLaren-Ford  | 79   | + 1 Giro            | 8       | 2     |
| 6   | 8  | Jean-Pierre Beltoise | Matra-Ford    | 78   | + 2 Giri            | 11      | 1     |
| 7   | 11 | Jackie Oliver        | BRM           | 77   | + 3 Giri            | 14      |       |
| 8   | 17 | Sam Tingle           | Brabham-Repco | 73   | + 7 Giri            | 17      |       |
| NC  | 19 | Peter de Klerk       | Brabham-Repco | 67   | Non Classificato    | 16      |       |
| Rit | 2  | Jochen Rindt         | Lotus-Ford    | 44   | Pompa della benzina | 2       |       |
| Rit | 10 | John Surtees         | BRM           | 40   | Motore              | 18      |       |
| Rit | 12 | Pedro Rodríguez      | BRM           | 38   | Perdita d'acqua     | 15      |       |
| Rit | 9  | Chris Amon           | Ferrari       | 34   | Motore              | 5       |       |
| Rit | 14 | Jack Brabham         | Brabham-Ford  | 32   | Tenuta di strada    | 1       |       |
| Rit | 3  | Mario Andretti       | Lotus-Ford    | 31   | Cambio              | 6       |       |
| Rit | 16 | John Love            | Lotus-Ford    | 31   | Accensione          | 10      |       |
| Rit | 15 | Jacky Ickx           | Brabham-Ford  | 20   | Accensione          | 13      |       |
| Rit | 18 | Basil van Rooyen     | McLaren-Ford  | 12   | Freni               | 9       |       |

## Statistiche

### Piloti
- 6ª vittoria per Jackie Stewart
- Ultimo Gran Premio per Sam Tingle e Basil van Rooyen

### Costruttori
- 4° vittoria per la Matra
- 10° pole position per la Brabham

### Motori
- 16° vittoria per il motore Ford Cosworth
- Ultimo Gran Premio per il motore Repco

### Giri al comando
- Jackie Stewart (1-80)

## Classifiche Mondiali

### Piloti
| Pos. | Pilota               | Punti |
| ---- | -------------------- | ----- |
| 1    | Jackie Stewart       | 9     |
| 2    | Graham Hill          | 6     |
| 3    | Denny Hulme          | 4     |
| 4    | Jo Siffert           | 3     |
| 5    | Bruce McLaren        | 2     |
| 6    | Jean-Pierre Beltoise | 1     |

### Costruttori
| Pos. | Team                  | Punti |
| ---- | --------------------- | ----- |
| 1    | Matra-Ford Cosworth   | 9     |
| 2    | Lotus-Ford Cosworth   | 6     |
| 3    | McLaren-Ford Cosworth | 4     |